# ویلا هایتس (ویرجینیا)
ویلا هایتس (به انگلیسی: Villa Heights) یک منطقهٔ مسکونی در ایالات متحده آمریکا است که در شهرستان هنری، ویرجینیا واقع شده‌است. ویلا هایتس ۲٫۵ کیلومتر مربع مساحت و ۷۱۷ نفر جمعیت دارد و ۲۲۴ متر بالاتر از سطح دریا واقع شده‌است.